# Dobytí Ceuty
Dobytí Ceuty proběhlo 21. srpna 1415. Vojska Portugalského království po obléhání dobyla Ceutu před tím kontrolovanou marockými Marínovci. Dobytím začala portugalská kolonizace Afriky.

## Kontext
Roku 710 vojska Ummajovského chalífy Al-Valída I. dobyla tehdy křesťanskou Ceutu, která tvořila poslední výspu Byzantské říše v Maghrebu. Následně bylo město součástí Maroka za dynastií Almorávidů, Almohádů a Marínovců.
Po dobytí Maghrebu muslimové dobyli i Hispánii (Pyrenejský poloostrov), načež začala reconquista, kdy jednotlivé hispánské státy (Asturie, Navarra, Aragonie, Kastilie a Portugalsko) dobývaly zpět Pyrenejský poloostrov. V době dobytí Ceuty křesťanské země kontrolovaly většinu poloostrova kromě Granadského emirátu.
Roku 1249 bylo dobyto poslední muslimy kontrolované území v Portugalsku.
Útok na Ceutu v Portugalském království prosazoval João Afonso s vidinou místních trhů se zlatem a také s cílem získat strategickou výhodu nad Kastilských královstvím.
V Maroku vládl sultán Abu Said Uthman III. (1398–1420) z dynastie Marínovců, který však neovládal jih Maroka včetně Marrakéše. Ceuta byla významným střediskem obchodu, kam ústil transsaharský karavanový obchod, díky kterému se ve městě obchodovalo se zlatem ze Subsaharské Afriky (Říše Mali).

## Příprava
K tažení na Ceutu došlo za vlády krále Jana I. Portugalského (6. duben 1385 – 14. srpen 1433) z dynastie Avizů. Král Jan a princ Jindřich Mořeplavec se svým loďstvem vypluli z Taviry na jihu Portugalska. Před bitvou Jan přistál v Punta Carnero u města Algeciras v Kastilii.

## Bitva
Do Ceuty se plavilo 45 000 mužů na 200 lodích. Portugalci přistáli 21. srpna 1415 na pláži Playa San Amaro. Maročani byli zcela nepřipraveni a již téhož dne večer byla Ceuta v portugalských rukou. V boji zemřelo pouze 8 Portugalců, ale Maročanů zemřelo několik tisíc. Portugalci v boji zneškodnili jedno marocké dělo. Álvaro Vaz de Almada vytvořil vlajku Ceuty, která se používá dodnes (2022).

## Následky
Ceuta se stala prvním místem mimo Evropu, které ovládli Portugalci. Dobytí Ceuty lze označit za počátek moderního evropského kolonialismu.
Ceuta se stala součástí Portugalského království. Transsaharský obchod se přesunul do nedalekého Tangeru, v důsledku čehož se ho Portugalsko pokusilo dobýt. Útok na Tanger začal 13. září 1437 a skončil neúspěchem 19. října 1437.
Poblíž Ceuty následně pokračovala portugalská expanze. Roku 1458 Portugalsko ovládlo Ksar es-Seghir a roku 1471 Tanger, který však roku 1684 dobylo zpět Maroko.
V roce 1668 se Ceuta stala součástí Španělska.